# Dmitrij Łaptiew
Dmitrij Jakowlewicz Łaptiew (ros. Дмитрий Яковлевич Лаптев; ur. 1701 we wsi Bołotowo, zm. tamże 20 stycznia?/31 stycznia 1771) – rosyjski badacz polarny i admirał, kuzyn innego odkrywcy, Charitona Łaptiewa. Ku ich czci nazwano Morze Łaptiewów.
Dmitrij Łaptiew urodził się w 1701 w Bołotowie  w powiecie wielkołuckim, guberni pskowskiej, w rodzinie dworiańskiej. W 1718 wstąpił do Morskiego korpusu kadetów i po jego ukończeniu w 1721 został miczmanem. W 1725 otrzymał stopień untier-lejtnanta i objął dowództwo okrętu „Faworitka” , a w 1727 fregaty „Swiatoj Jakow”. W 1730 po raz pierwszy pływał po wodach Oceanu Arktycznego, służąc pod dowództwem kapitana Barsza na fregacie „Rossija”. W 1731 otrzymał awans na porucznika, a w 1733 w związku ze zmianą stopni w marynarce rosyjskiej otrzymał stopień „lejtnanta majorskogo ranga”. W 1739 uzyskał stopień kapitana.
Od 1734 brał udział w Wielkiej Ekspedycji Północnej. W 1736 Vitus Bering wysłał 43-osobowy zespół pod dowództwem Dmitrija Łaptiewa w celu dostarczenia zapasów uczestnikom nieudanej ekspedycji P. Łassiniusa. Po dostarczeniu zapasów wyruszył na statku „Irkutsk” w celu opłynięcia północnych wybrzeży Syberii od ujścia Leny do Kamczatki, ale próba zakończyła się niepowodzeniem. W 1739 po jego powrocie z Petersburga ekspedycja ponownie wyruszyła na statku „Irkutsk”, docierając do ujścia Indygirki, gdzie jej uczestnicy przezimowali. W 1740 członkowie ekspedycji pożeglowali dalej na statku „Irkutsk”, lecz nie mogąc przebić się przez pak lodowy, zawrócili i zimowali u ujścia Kołymy. Ponieważ ponowna próba latem 1741 zakończyła się niepowodzeniem, Dmitrij Łaptiew postanowił dotrzeć do Anadyru drogą lądową. Odesłał większość członków ekspedycji do Petersburga, natomiast sam udał się wzdłuż rzeki Wielki Aniuj do Anadyru, gdzie dotarł w listopadzie 1741. Latem 1742 badał okolice rzeki Anadyr, docierając do Zatoki Penżyńskiej, będącej częścią Morza Ochockiego. Do Petersburga powrócił w grudniu 1742.
Po powrocie dowodził różnymi okrętami Floty Bałtyckiej. W 1757 otrzymał dowództwo eskadry stacjonującej w Kronsztadzie i został awansowany do stopnia kontradmirała. W 1762 przeszedł w stan spoczynku w stopniu wiceadmirała.
Zmarł 20 stycznia?/31 stycznia 1771 w Bołotowie . Jego imieniem została nazwana cieśnina łącząca Morze Wschodniosyberyjskie i Morze Łaptiewów. Na cześć jego i jego kuzyna Charitona Łaptiewa zostało nazwane morze będące częścią Oceanu Arktycznego.